# Calendrier martien
Le calendrier martien est un système de calcul de temps conçu pour la planète Mars sur base de la révolution de celle-ci autour du Soleil.

## Histoire
Le calendrier martien a été fondé en l'an 2000 par Todd Clancy qui est un docteur en science planétaire au Space Science Institute au Colorado. Son projet vise à établir un repère de date ancré dans les paramètres de l'orbite de la planète Mars afin de simplifier les comparaisons entre les données scientifiques.
Par convention, le commencement de l'an 1 du calendrier martien est fixé au 11 avril 1955 car c'est le jour de l'équinoxe de printemps dans l'hémisphère nord de la planète Mars et parce que l'année 1955 coïncide avec une grosse tempête de poussière qui s'est abattue sur cette planète (l'Agence spatiale européenne indique que c'est après cet évènement que le début de l'an 1 sur Mars fut choisi). Cependant, l'auteur de ce calendrier dit avoir fixé le début en 1955 au hasard.
Ce calendrier est utilisé par l'Agence spatiale européenne et la NASA.

## Fonctionnement
Une année sur Mars correspond à approximativement 668,6 jours martiens (ou +- 687 jours terrestres).
L'année martienne est subdivisée en 12 mois. Les mois martiens sont définis comme s'étendant sur 30 degrés de longitude solaire. La longitude solaire Ls est l'angle Mars-Soleil, mesuré depuis l'équinoxe de printemps de l'hémisphère nord où Ls=0.
Ls=90 correspond donc au solstice d'été de l'hémisphère nord, tout comme Ls=180 indique l'équinoxe d'automne de l'hémisphère nord et Ls=270 le solstice d'hiver de l'hémisphère nord. Étant donné l'excentricité de l'orbite de Mars, les mois martiens ont une durée qui varie de 46 à 67 sols (sol = jour martien qui dure 24 heures, 39 minutes et 35 secondes).

## Dates du nouvel an martien
Voici dans le tableau ci-dessous les dates du nouvel an martien dans le calendrier grégorien :
| Année martienne | Date dans le calendrier grégorien |
| --------------- | --------------------------------- |
| 1               | 11 avril 1955                     |
| 2               | 26 février 1957                   |
| 3               | 14 janvier 1959                   |
| 4               | 1er décembre 1960                 |
| 5               | 19 octobre 1962                   |
| 6               | 5 septembre 1964                  |
| 7               | 24 juillet 1966                   |
| 8               | 10 juin 1968                      |
| 9               | 28 avril 1970                     |
| 10              | 15 mars 1972                      |
| 11              | 31 janvier 1974                   |
| 12              | 19 décembre 1975                  |
| 13              | 5 novembre 1977                   |
| 14              | 23 septembre 1979                 |
| 15              | 10 août 1981                      |
| 16              | 28 juin 1983                      |
| 17              | 15 mai 1985                       |
| 18              | 1er avril 1987                    |
| 19              | 16 février 1989                   |
| 20              | 4 janvier 1991                    |
| 21              | 21 novembre 1992                  |
| 22              | 9 octobre 1994                    |
| 23              | 26 août 1996                      |
| 24              | 14 juillet 1998                   |
| 25              | 31 mai 2000                       |
| 26              | 18 avril 2002                     |
| 27              | 5 mars 2004                       |
| 28              | 21 janvier 2006                   |
| 29              | 9 décembre 2007                   |
| 30              | 26 octobre 2009                   |
| 31              | 13 septembre 2011                 |
| 32              | 31 juillet 2013                   |
| 33              | 18 juin 2015                      |
| 34              | 5 mai 2017                        |
| 35              | 23 mars 2019                      |
| 36              | 7 février 2021                    |
| 37              | 26 décembre 2022                  |
| 38              | 12 novembre 2024                  |
| 39              | 30 septembre 2026                 |
| 40              | 17 août 2028                      |